# Кивиярви (озеро, Лоймольское сельское поселение, западное)
Ки́вия́рви (фин. Kivijärvi) — озеро на территории Лоймольского сельского поселения Суоярвского района Республики Карелия.

## Общие сведения
Площадь озера — 1,0 км². Располагается на высоте 169 метров над уровнем моря).
Форма озера лопастная, продолговатая: оно вытянуто с юга на север. С восточной стороны водоёма вытекает протока, впадающая в озеро Сабасенъярви, из которого вытекает ручей Каллилонйоки (фин. Kallilonjoki), втекающий в озеро Корпиярви, через которое протекает река Хейняйоки.
В озере около двух десятков островов различной площади. рассредоточенных по всей площади водоёма.
Населённые пункты близ озера отсутствуют.
Озеро расположено в 13 км к северу от трассы 86К-13 («Суоярви — Койриноя»).
Код водного объекта в государственном водном реестре — 01040100111102000016498.
Название озера переводится с финского языка как «каменное озеро».